# Hymenostomum urceolare
Hymenostomum urceolare là một loài rêu trong họ Pottiaceae. Loài này được (Hampe) Hampe mô tả khoa học đầu tiên năm 1879.